# ۵۸ (عدد)
۵۸ (عدد)
۵۸(پنجاه و هشت) یک عدد طبیعی است که بعد از ۵۷ و قبل از ۵۹ قرار دارد.